# Campeonato Europeo de Tiro con Arco al Aire Libre de 2000
El XVI Campeonato Europeo de Tiro con Arco al Aire Libre se celebró en Antalya (Turquía) entre el 14 y el 18 de junio de 2000 bajo la organización de la Unión Europea de Tiro con Arco (WAE) y la Federación Turca de Tiro con Arco.

## Resultados

### Masculino
| Evento                    | Oro                                            | Plata                                                            | Bronce                                                   |
| ------------------------- | ---------------------------------------------- | ---------------------------------------------------------------- | -------------------------------------------------------- |
| Arco recurvo individual   | Balzhinima Tsyrempilov · Rusia                 | Ilario Di Buò · Italia                                           | Jocelyn de Grandis Francia                               |
| Arco recurvo por equipo   | Özdemir Akbal Hasan Orbay Serdar Şatır Turquía | Henk Vogels · Wietse van Alten · Fred van Zutphen · Países Bajos | Sébastien Flute Lionel Torres Jocelyn de Grandis Francia |
| Arco compuesto individual | Simon Tarplee Reino Unido                      | Tibor Ondrik · Hungría                                           | Michael Peart Reino Unido                                |
| Arco compuesto por equipo | Dejan Sitar Vlado Sitar Štefan Ošep Eslovenia  | Tibor Ondrik · János Povázson · Antal Szokol · Hungría           | Stephen Gooden Michael Peart Simon Tarplee Reino Unido   |

### Femenino
| Evento                    | Oro                                                           | Plata                                                        | Bronce                                                         |
| ------------------------- | ------------------------------------------------------------- | ------------------------------------------------------------ | -------------------------------------------------------------- |
| Arco recurvo individual   | Natalia Nasaridze Turquía                                     | Natalia Bolotova · Rusia                                     | Hanna Karasiova · Bielorrusia                                  |
| Arco recurvo por equipo   | Natalia Nasaridze Elif Altınkaynak Zekiye Şatır Turquía       | Britta Bühren · Barbara Kegelmann · Sandra Sachse · Alemania | Natalia Valeeva · Cristina Ioriatti · Irene Franchini · Italia |
| Arco compuesto individual | Irma Luyting · Países Bajos                                   | Fátima Agudo · España                                        | Claire Trenaman Reino Unido                                    |
| Arco compuesto por equipo | Irma Luyting · Annemarie Puts · Olga Zandvliet · Países Bajos | Valérie Fabre Catherine Pellen Sandrine Vandionant Francia   | Linda Garner Maryann Richardson Claire Treaman Reino Unido     |

## Medallero
| Núm. | País         | Oro | Plata | Bronce | Total |
| ---- | ------------ | --- | ----- | ------ | ----- |
| 1    | Turquía      | 3   | 0     | 0      | 3     |
| 2    | Países Bajos | 2   | 1     | 0      | 3     |
| 3    | Rusia        | 1   | 1     | 0      | 2     |
| 4    | Reino Unido  | 1   | 0     | 4      | 5     |
| 5    | Eslovenia    | 1   | 0     | 0      | 1     |
| 6    | Hungría      | 0   | 2     | 0      | 2     |
| 7    | Francia      | 0   | 1     | 2      | 3     |
| 8    | Italia       | 0   | 1     | 1      | 2     |
| 9    | Alemania     | 0   | 1     | 0      | 1     |
| 9    | España       | 0   | 1     | 0      | 1     |
| 11   | Bielorrusia  | 0   | 0     | 1      | 1     |
|      | TOTAL        | 8   | 8     | 8      | 24    |